# 京都・神戸・銀座
「京都・神戸・銀座」（きょうと・こうべ・ぎんざ）は、1969年3月5日に発売された橋幸夫の103枚目のシングル（SV-812）。

## 概要
- 1960年代に“御三家”のひとりとして一世を風靡した橋だが、60年代後半になるとセールスが落ち込み、暫くヒットから遠ざかっていた。これまで橋は佐伯孝夫・吉田正コンビの作品を多く歌っていたが、担当ディレクターの磯部健雄（かつては橋の『ゼッケンNO.1スタートだ』を担当）は、若いフリーの作家で新機軸を開こうとの想いから、日音の村上司を介して、橋本淳・筒美京平コンビに楽曲を依頼[2]。
- 磯部は以前このコンビに青江三奈や森進一などの作品を発注。採用には至らなかったものの、今回は納得出来る作品に仕上がったため、シングルでのリリースを決定する[3]。
- 橋は、本楽曲について「女性が一人称の歌は初めて、それまでは全部男の歌でしたから」「新しい面を開拓しようと意欲を燃やした」と回想している[4]。また、橋はこれまで新曲発表会を現地で（『舞妓はん』を京都で、『成田の花太郎』を成田でなど）行ったことはあったが、磯部が「これは大ヒットさせるそ、大々的キャンペーンをやろう」と企画し、初めて、京都、神戸、銀座の代表的ナイトクラブでキャンペーンを行っている[5]。
- 本作はチャート最高位10位、22週に渡りチャートインし[6]、1968年1月4日付から正式スタートしたオリコンシングルチャートで、初のTOP10入りするヒットとなる。また大晦日の第20回NHK紅白歌合戦にも本作にて10回目の出場を果たす。

## 収録曲
1. 京都・神戸・銀座
作詞：橋本淳／作曲・編曲：筒美京平
2. 北国の連絡船
作詞：橋本淳／作曲：筒美京平／編曲：近藤進

## 収録アルバム
CD
- 『橋幸夫ベスト～盆ダンス～』（2005年11月23日）VICL-61820
- 『橋幸夫全曲集 』（2003年11月26日）VICL-61251
- 『橋幸夫が選んだ橋幸夫ベスト40曲』（2000年10月4日）VICL-60641～2
- 『＜TWIN BEST＞』（1998年11月6日）VICL-41033～4　その他

LP
- 京都・神戸・銀座/橋幸夫ヒット曲集 (#1、#2)
- 橋幸夫 スーパー・デラックス (#1)
- 豪華盤 橋幸夫のすべて (#1)
- 橋幸夫 グランド・デラックス (#1)　その他

## カバー
京都・神戸・銀座
- 井上宗孝とシャープ・ファイヴ（1969年） - アルバム『粋なうわさ／橋本淳・筒美京平 ゴールデン・アルバム』収録。
- 稲垣次郎とオール・スターズ（1969年） - アルバム『粋なうわさ ゴールデン・ヒット・イン・テナー・サックス』収録。インストカバー。
- フランク永井（1973年） - アルバム『横浜・神戸・長崎/フランク永井“港”を唄う』収録。
- 渚ゆう子（1973年） - アルバム『京おんな 渚ゆう子京都を唄う』収録。